# Aschot I. (Armenien)

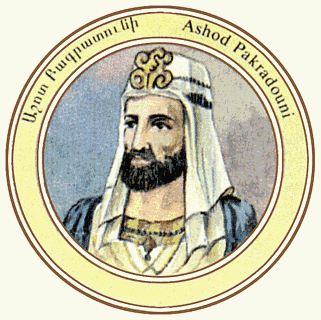
Aschot I., Fantasiedarstellung

Aschot I. (armenisch Աշոտ Մեծ; † 890) auch Aschot Bagratuni war ein armenischer König aus der Dynastie der Bagratiden. Er war von 862 bis 884 Prinz und von 884 bis 890 König von Armenien.
Armenien wurde im 9. Jh. von arabisch-muslimischen Gouverneuren des Kalifats von Bagdad verwaltet. Aschot selbst wurde 862 als Prinz von Armenien anerkannt. Sein größtes Verdienst war es, unter Ausnutzung der allmählichen Schwächung des Kalifats 885/886 wieder ein armenisches Königreich zu errichten, das sowohl vom Kalifen als auch vom byzantinischen Kaiser anerkannt wurde.
| Vorgänger | Amt                        | Nachfolger             |
| --------- | -------------------------- | ---------------------- |
| —         | König von Armenien 884–890 | Sembat I. der Märtyrer |

| Personendaten    | Personendaten               |
| ---------------- | --------------------------- |
| NAME             | Aschot I.                   |
| ALTERNATIVNAMEN  | Aschot Bagratuni; Աշոտ Մեծ  |
| KURZBESCHREIBUNG | armenischer Prinz und König |
| GEBURTSDATUM     | 9. Jahrhundert              |
| STERBEDATUM      | 890                         |